# Huracán Florence

El huracán Florence fue un poderoso ciclón tropical de categoría 4 sobre el océano Atlántico, que amenazó al sudeste de los Estados Unidos y los estados del Atlántico medio de los Estados Unidos. La sexta tormenta nombrada, tercer huracán y el primer huracán importante de la temporada de huracanes del Atlántico de 2018, Florence se originó a partir de una fuerte onda tropical que surgió de la costa oeste de África el 30 de agosto antes de que se formara el huracán Helene. La organización constante resultó en la formación de una depresión tropical en el día siguiente cerca de Cabo Verde. Avanzando a lo largo de una trayectoria estable oesnoroeste, el sistema adquirió fuerza de tormenta tropical el 1 de septiembre y fluctúa en fuerza durante varios días sobre mar abierto. El 5 de septiembre, se produjo una inesperada oleada de intensificación rápida, que culminó con Florence convirtiéndose en un huracán de categoría 5 en la escala de huracanes de Saffir-Simpson: los vientos máximos sostenidos estimados fueron de 130 mph (215 km/h). 
A partir de entonces, las condiciones ambientales hostiles desgarraron la tormenta, y Florence se convirtió en una tormenta tropical antes del 7 de septiembre. El cambio de las corrientes de dirección condujo a un cambio hacia el oeste en un entorno más adecuado; el sistema recuperó la fuerza de huracán el 9 de septiembre y el estado de huracán principal para el día siguiente. A las 16:00 UTC del 10 de septiembre, Florence volvió a ser un huracán categoría 5, que luego alcanzó una nueva intensidad máxima con vientos de 140 mph (220 km/h) y una presión central de 939 mbar (27,7 inHg). Luego, Florence se debilitó ligeramente a medida que se sometía a un ciclo de reemplazo de la pared del ojo, pero comenzó a fortalecerse más tarde el 11 de septiembre.
El sistema trajo condiciones de turbión a las islas de Cabo Verde, lo que provocó algunos derrumbes e inundaciones; sin embargo, los impactos generales fueron insignificantes. Con la amenaza de un gran impacto en los Estados Unidos del sudeste y del Atlántico medio que se hizo evidente para el 7 de septiembre, los gobernadores de Carolina del Norte, Carolina del Sur, Virginia y Maryland y el alcalde de Washington D. C., declararon el estado de emergencia. El 10 de septiembre y el 11 de septiembre, los estados de Carolina del Norte, Carolina del Sur y Virginia emitieron órdenes de evacuación obligatorias para algunas de sus comunidades costeras, ya que se espera que el personal de gestión de emergencias no pueda llegar a las personas en esas áreas una vez que la tormenta haya llegado.
El huracán se degradó a categoría 4 en la noche del 12 de septiembre. El viernes 14 de septiembre, el huracán perdió fuerza al llegar a Estados Unidos, bajando a categoría 3. Más tarde el huracán se degradó a tormenta tropical.

## Preparaciones

### Cabo Verde y Bermuda
Tras la designación del ciclón tropical potencial seis el 30 de agosto, el gobierno de Cabo Verde emitió advertencias de tormentas tropicales para las islas de Brava, Fogo y Santiago. Las aerolíneas nacionales cancelaron 20 vuelos el 31 de agosto y el 1 de septiembre; los viajes marítimos también se suspendieron durante este período. Se recomendó a los marineros que se mantuvieran atentos a las grandes olas en torno a las islas, que podrían alcanzar de 3 a 5 m (9,8 a 16,4 pies). Bajo la amenaza de olas dañinas, la Autoridad Nacional de Protección Civil evacuó a 125 personas, principalmente ancianas, de Furna y Rincão. Once miembros del personal militar fueron enviados a Rincão para ayudar en las evacuaciones y los preparativos. Las advertencias de tormentas tropicales se suspendieron el 1 de septiembre, ya que el sistema avanzó hacia el oeste y ya no representaba una amenaza para el archipiélago.
En previsión de las condiciones adversas, Norwegian Cruise Lines y Oceania Cruises ajustaron los itinerarios de Norwegian Escape, Norwegian Dawn y Sirena para evitar cruzar el camino del huracán y no atracar en las Bermudas.

### Estados Unidos

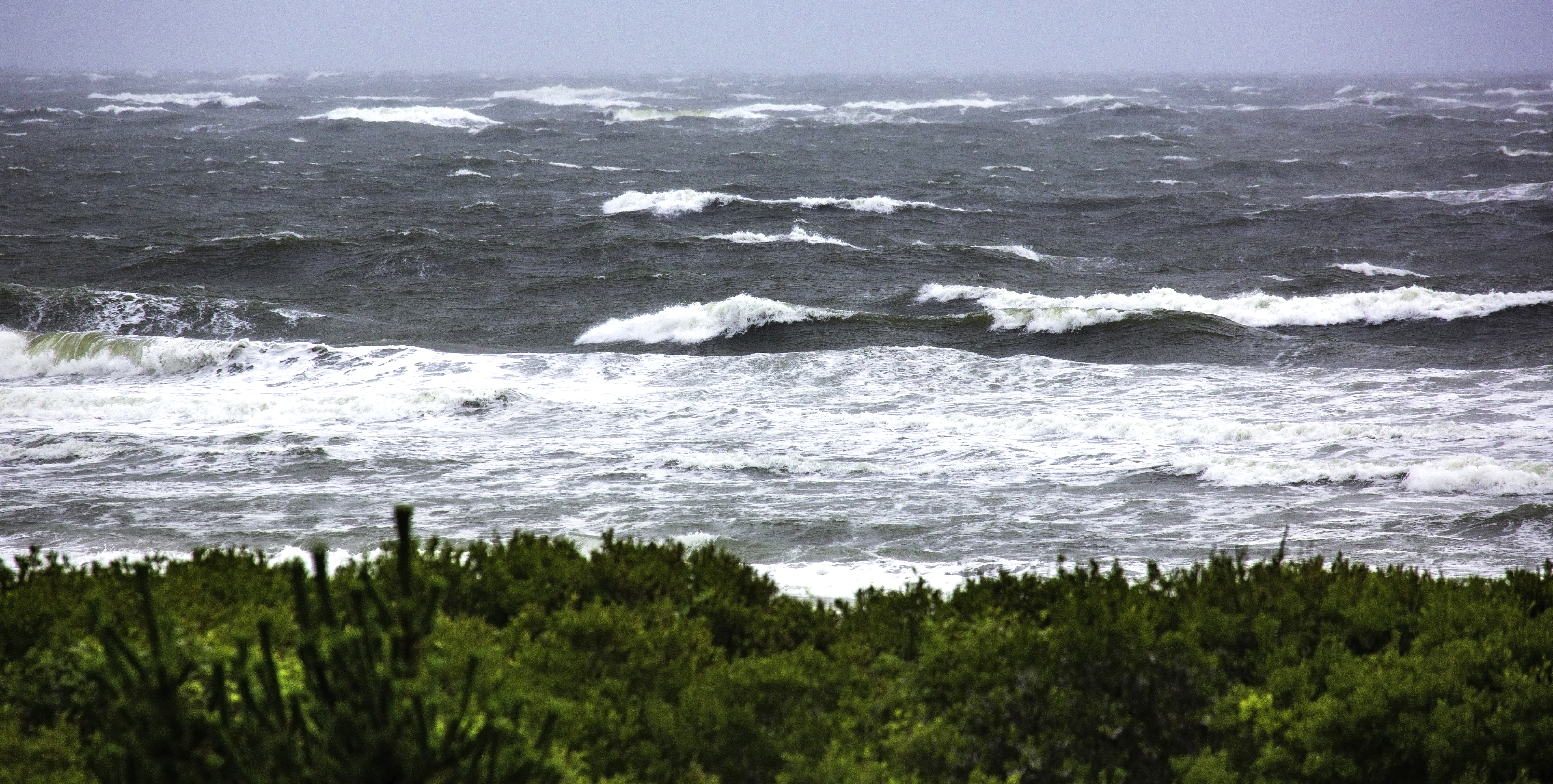
Grandes oleajes que afectaron la costa de Maryland el 11 de septiembre.

Como los modelos de pronóstico indicaban una amenaza creciente para el sureste de los Estados Unidos, el gobernador de Carolina del Norte, Roy Cooper, declaró el estado de emergencia el 7 de septiembre. Las reglas de transporte para los agricultores se suspendieron para permitir una cosecha más rápida. El presidente Donald Trump declaró una emergencia en Carolina del Norte, al otorgarle al estado acceso a fondos federales. Se estableció un toque de queda nocturno para Lumberton durante la duración del huracán. 
El gobernador de Carolina del Sur, Henry McMaster, hizo lo mismo al día siguiente. La División de Manejo de Emergencias de Carolina del Sur (SCEMD) y el Banco de Alimentos Harvest Hope comenzaron a movilizar recursos para posibles esfuerzos de recuperación. La SCEMD elevó las condiciones de operación al nivel 3 el 9 de septiembre y comenzó los preparativos para la "posibilidad de un desastre a gran escala", con pronósticos que muestran que Florencia golpeó al estado como un huracán importante. Los funcionarios locales establecieron toques de queda nocturnos para las ciudades de Aynor, Conway, Dillon, Myrtle Beach y Surfside Beach para limitar el número de personas en las carreteras y permitir respuestas de emergencia efectivas. La totalidad de los condados de Horry y Marion también cayeron bajo toques de queda.
El 8 de septiembre, el gobernador de Virginia, Ralph Northam, también declaró el estado de emergencia. El 10 de septiembre, el gobernador de Maryland Larry Hogan declaró el estado de emergencia para todo el estado, con el potencial de "inundaciones históricas, catastróficas y potencialmente mortales en Maryland". El 11 de septiembre, la alcaldesa de Washington D. C. Muriel Bowser declaró el estado de emergencia para todo el Distrito de Columbia debido a las "amenazas inminentes sobre la gente de DC, incluidas las amenazas a la salud, seguridad y bienestar" causadas por Florence. El 12 de septiembre, el gobernador de Georgia Nathan Deal emitió un estado de emergencia para todo el estado

## Evacuaciones

### Estados Unidos
Las órdenes de evacuación obligatoria para residentes y turistas en la isla Hatteras en el condado de Dare comenzaron el 10 de septiembre, y las órdenes se expandieron al resto del condado al día siguiente. Las evacuaciones a lo largo del resto de Outer Banks y en el condado de Brunswick entraron en vigor el 11 de septiembre. El 10 de septiembre, el gobernador Henry McMaster ordenó las evacuaciones para toda la costa de Carolina del Sur, que constituyen aproximadamente 1 millón de personas. El 10 de septiembre, el gobernador de Virginia Ralph Northam ordenó evacuaciones obligatorias para las áreas costeras bajas en las regiones de Hampton Roads y Eastern Shore a partir del 11 de septiembre, lo que constituye 245 000 personas. La Marina de los EE. UU. Ha movido 30 buques estacionados frente a la costa de Virginia más alejados del mar, para proteger los barcos y la línea costera.
En Carolina del Norte, el 11 de septiembre se emitieron evacuaciones obligatorias para el condado de Brunswick, el condado de Carteret, el condado de Craven, el condado de Onslow, el condado de Pamlico, el condado de Tyrrell, la playa North Topsail, Emerald Isle, Ocracoke Island, Atlantic Beach, Indian Beach, Kure Beach Knoll Shores y Wrightsville Beach. El 11 de septiembre se emitió una evacuación obligatoria para visitantes y turistas para Holden Beach, Oak Island y Currituck. Se emitieron evacuaciones voluntarias para el condado de Bertie, el condado de Beaufort y la ciudad de Surf. También se emitió una evacuación voluntaria para el condado de New Hanover el 10 de septiembre, que incluye Wilmington, Carolina del Norte. En Carolina del Sur, en 26 condados del este, las escuelas públicas permanecieron cerradas hasta nuevo aviso a partir del 10 de septiembre. Las oficinas estatales en estos condados también se ordenaron cerrar, mientras que los funcionarios del condado podrían decidir cuándo cerrar sus oficinas. 
Atlanta Motor Speedway, Bristol Motor Speedway, Charlotte Motor Speedway y Talladega Superspeedway abrieron sus campamentos gratuitos para los evacuados del huracán Florence. En Virginia Occidental, el Gobernador Jim Justice ordenó la construcción a lo largo de la Interestatal 77 hacia el norte (West Virginia Turnpike) entre la frontera de Virginia en el Condado de Mercer y Charleston para suspender a fin de mejorar el flujo de tráfico para los evacuados. Además, los parques estatales de Virginia Occidental ofrecerán tarifas reducidas para habitaciones, cabañas y cámpines hasta el 18 de septiembre con el fin de proporcionar asistencia a los evacuados.

## Impacto

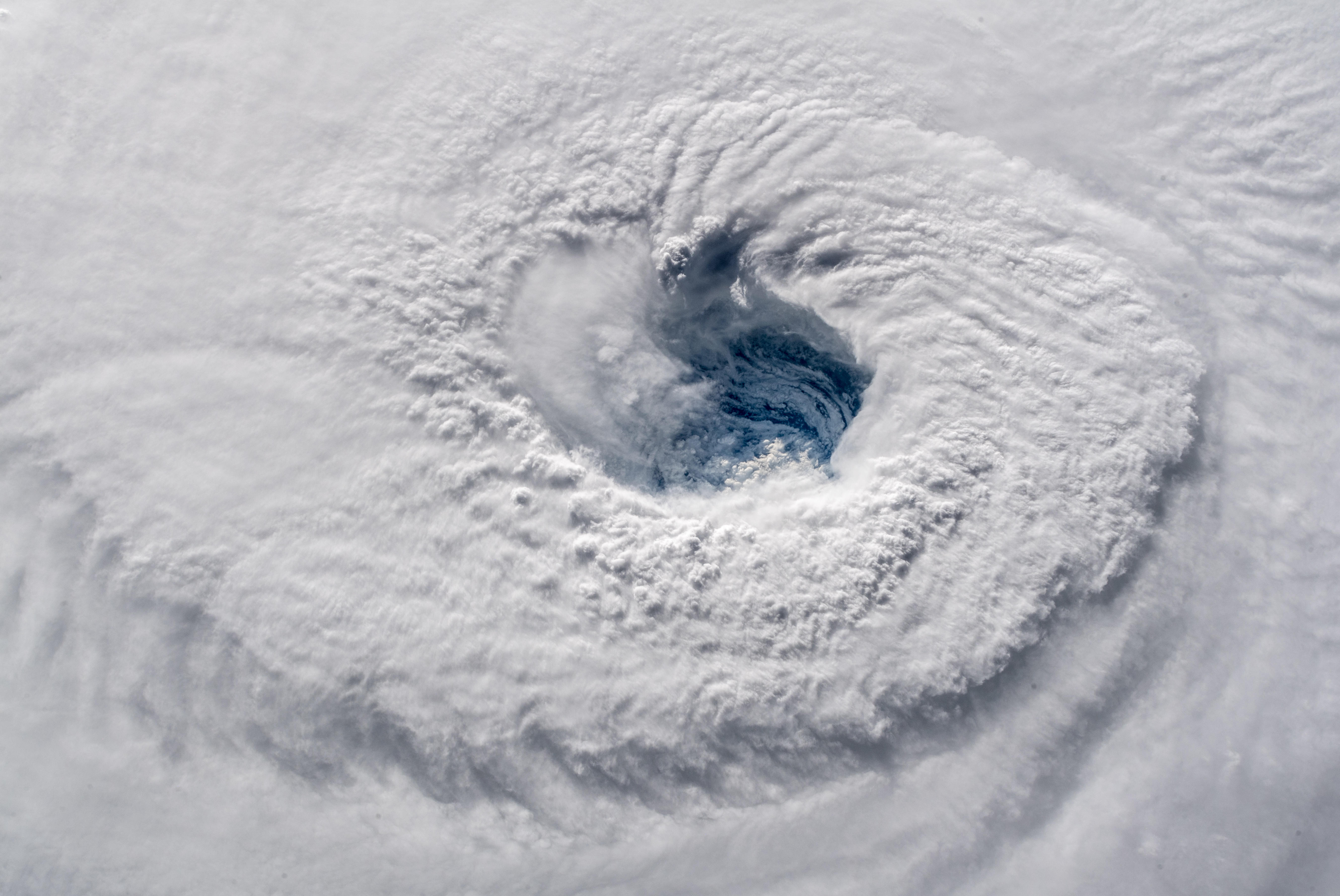
Vista satelital del huracán Florence.

### Cabo Verde y Bermuda
El huracán dejó lluvias disruptivas y fuertes vientos afectaron a Brava, Fogo y Santiago en Cabo Verde, causando algunos derrumbes e inundaciones localizadas. Los impactos de la tormenta fueron mínimos, sin que se informara ningún daño material.  Grandes oleajes y corrientes de resaca de la tormenta llegaron a Bermudas el 7 de septiembre.

### Estados Unidos

#### Maryland
Grandes olas antes del huracán llegaron al Parque Estatal Assateague, Maryland, el 9 de septiembre, lo que provocó que el Departamento de Recursos Naturales de Maryland cerrara el acceso a la playa indefinidamente.

#### Florida
Las corrientes de resaca y los mares agitados en New Smyrna Beach, Florida, dieron como resultado 13 rescates; una víctima murió en el hospital y otras dos sufrieron lesiones por impacto. Un hombre se ahogó el 11 de septiembre en Playalinda Beach mientras trataba de rescatar a un niño de 10 años atrapado en una corriente de resaca.

#### Carolina del Norte
En Wrightsville Beach, Carolina del Norte, 27 personas requirieron salvavidas entre el 8 y el 9 de septiembre.

#### Carolina del Sur
Una estación meteorológica en Swansboro, Carolina del Norte, registró 33.90 pulgadas (861 mm) de lluvia, mientras que otra cerca de Marion, Carolina del Sur, midió 18.13 pulgadas (461 mm), estableciendo nuevos registros para un ciclón tropical en ambos estados. En todo el estado, aproximadamente 2200 carreteras primarias y secundarias cerraron debido a inundaciones, incluidas grandes secciones de las carreteras interestatales 40 y 95.
La ciudad de Wilmington (pop: 120 000) quedó completamente aislada, ya que todos los caminos hacia la ciudad se inundaron y se consideraron intransitables, aunque una carretera no identificada se abrió brevemente el 17 de septiembre.
La mayoría de los residentes permanecieron sin electricidad, hasta el 16 de septiembre. El aeropuerto y el puerto de la ciudad también se cerraron. Aunque el servicio de telefonía celular siguió funcionando, el exceso de demanda forzó las redes. Más de 450 personas requirieron rescate en Wilmington. Woody White, presidente del consejo de comisionados del condado de New Hanover, emitió un comunicado en el que aconsejaba a todos los viajeros evitar el área de Wilmington. Hubo un informe de saqueos y robo en un Family Dollar en el área de Wilmington, con el robo de artículos no esenciales como ropa deportiva y calzado deportivo durante el apogeo de la tormenta. El toque de queda en toda la ciudad emitido antes de la tormenta se extendió debido a estos incidentes